# Union Saint-Denis US-BC Courneuvien
El Union Saint-Denis US-BC Courneuvien es un equipo de baloncesto francés con sede en la ciudad de Saint-Denis, que compite en categorías regionales. Disputa sus partidos en la Salle de Sport.

## Posiciones en liga
- 2012 - (1-NM3)
- 2013 - (14-NM2)